# Полуйский мысовой городок
Полуйский мысовой городок — археологический памятник в черте города Салехард (ЯНАО), на мысу правого коренного берега реки Полуй, исследован югорскими археологами в ходе раскопок 2004—2005 годов.

## Общие сведения
В условиях вечной мерзлоты сохранились остатки строений оборонительно-жилого комплекса городка и примыкавшего к нему посада. В культурном слое сохранились многочисленные остатки костей и изделий из дерева, кости и различных металлов. Памятник отождествлен с легендарным остяцким (хантыйским) поселением Пулинг-аут-вошб, стоявшим на Мысу реки Полуй с конца XVI до начала XVIII века. Городок служил летней резиденцией вождей Обдорского княжества, предков известного рода князей Тайшиных, возглавлявших Обдорскую волость Березовского уезда в течение трех веков.